# Saccolabium
Saccolabium – rodzaj roślin z rodziny storczykowatych (Orchidaceae). Epifityczne rośliny zielne rosnące w lasach na wysokościach 900–1200 m n.p.m. Wszystkie 4 gatunki występują na Jawie oraz Sumatrze.

## Systematyka
Rodzaj sklasyfikowany do podplemienia Aeridinae w plemieniu Vandeae, podrodzina epidendronowe (Epidendroideae), rodzina storczykowate (Orchidaceae), rząd szparagowce (Asparagales) w obrębie roślin jednoliściennych.
Wykaz gatunków
- Saccolabium longicaule J.J.Sm.
- Saccolabium pusillum Blume
- Saccolabium rantii J.J.Sm.
- Saccolabium sigmoideum J.J.Sm.